# アルツァス/アルサスア
アルサスア（スペイン語: Alsasua）またはアルツァス（バスク語: Altsasu）は、スペイン・ナバーラ州のムニシピオ（基礎自治体）。二言語の名称が優劣の差なく公式名であり、スペイン内務省などは二言語の名称の間にスラッシュを挟んだAltsasu/Alsasua（アルツァス/アルサスア）と表記している。2014年の人口は7,612人。

## 名称
中世の文献では「Alssaltssu」や「Alsassua」として言及されている。研究者の間でこの町の名称は、バスク語でハンノキを意味するHaltza（アルツァ）に由来するということでほぼ意見が一致している。ハビエル・ゴイコエチェア・ウルディアインはこの町の名称の由来に関する伝承を集めた。伝統的にこの町の名称はAlsasua（アルサスア）と書かれたが、バスク語話者はAltsasu（アルツァス）と書いた。フランコ体制下のスペイン(1939-1975)ではバスク語などの地域言語が弾圧されたが、民主化移行期(1975-1982)以後にはバスク地方でバスク語が見直され、今日では二言語の名称が優劣の差なく公式名である。

## 地理

### 位置・地勢
ナバーラ州の州都パンプローナからの距離は50kmであり、バスク州アラバ県の県都ビトリア＝ガステイスからの距離は48km。ナバーラ州の北西端部に位置しており、面積は26.8km2である。チンドキ(1342m)などがあるアララール山地、アイスコリ(1549m)などがあるウルキーリャ山地、ウルバサ山地、アンディア山地に囲まれた細長い谷に位置しており、これらの山地はいずれもバスク山脈の一部である。北はバスク州ギプスコア県アタウンと、東はナバーラ州ウルディアインと、西はナバーラ州オラサグティアと接している。南にはウルバサ山地が広がり、西にはウルキーリャ山地が広がる。ナバーラ州＝ギプスコア県＝アラバ県の3県境にもっとも近い都市である。

### 地区
自治体は以下の地区に分けられる。
| - サン・フアン・ラ・エスタシオン - ガルシア・ヒメネス - セライ＝スンタイペ - バイコラル - サンタ・クルス - ソラナ＝オイルティア - スマラカレギ - インチョスティア - サレス・ドウン・アメスティア | - ブルンディ - アルサニア - アマジャ - エルクデン - エルミタ - イシドロ・メレロ - ララインビデ - アラバ |

## 歴史

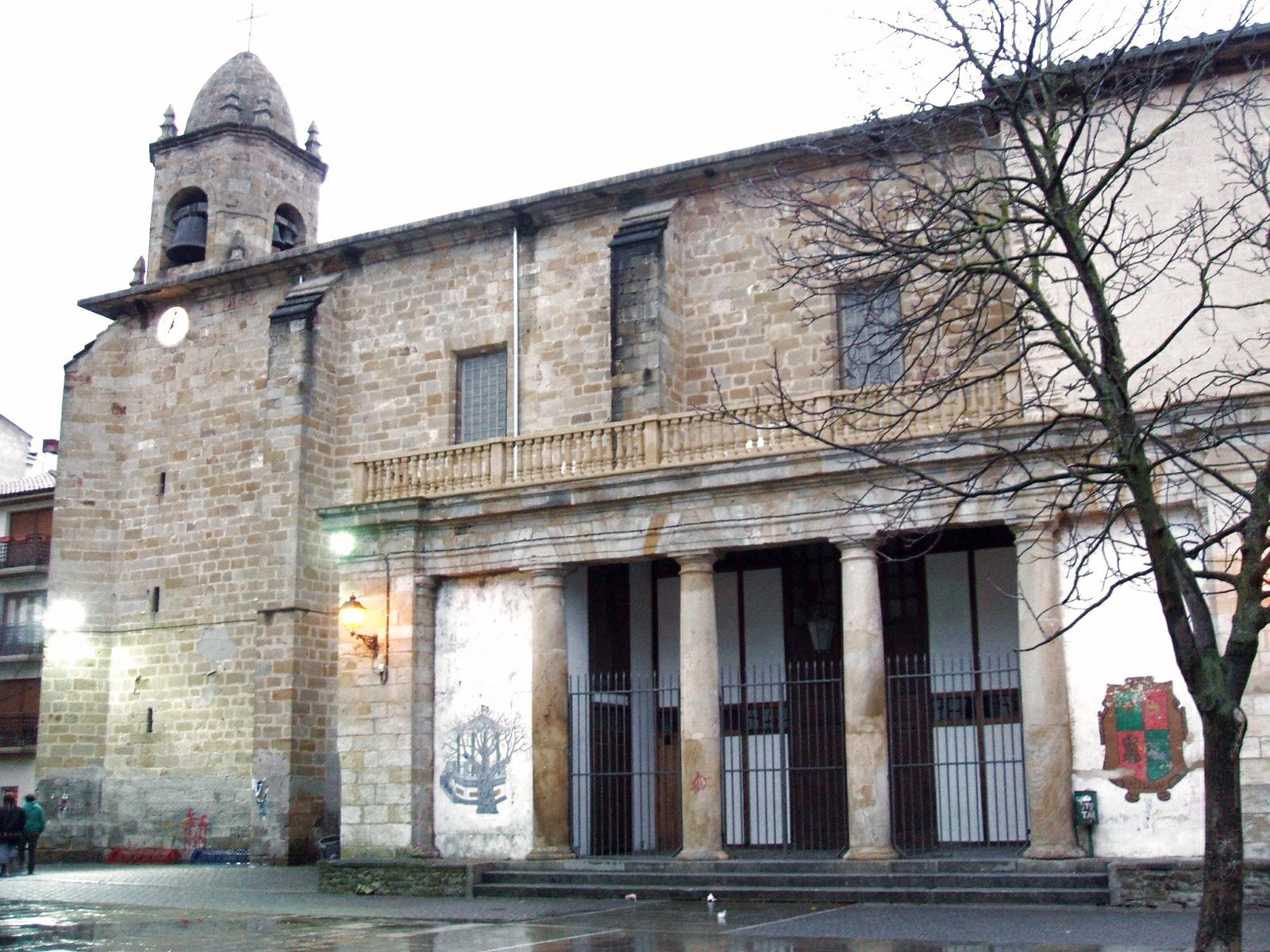
アスンシオンの聖母教会

ウルバサ山地にはドルメンなどの遺跡があり、この地域には古代から人類が住んでいたと推測される。ナバーラ王国初代国王のガルシア・ヒメネスはアルサスアのサン・ペドロ礼拝堂で戴冠したとする伝承がある。
戦略的価値の高い場所にあるため、アルサスアやブルンダ谷では特に18世紀後半から19世紀前半に多くの戦闘が行われた。スペインが参戦したフランス革命戦争(1793-1795)の講和条約である第二次バーゼルの和約(1795)後、フランス軍はナバーラ地方北部を占領し、1795年にはアルサスアを略奪した。
スペイン独立戦争中の1813年、アルサスアの町はビトリアの戦い後に撤退するフランス軍兵士によって破壊された。第一次カルリスタ戦争中の1834年4月、この町ではトマス・デ・スマラカレギ将軍の下でカルリスタ軍がスペイン軍に勝利した。1863年には鉄道駅が発足し、1864年にはこの町まで鉄道が通じた。急速な人口と産業の発展を遂げたため、1907年にはアルフォンソ13世国王がアルサスアを「とても輝かしい町」とした。
1934年10月8日、十月革命でのグアルディア・シビル（治安警察）との衝突では死者が発生した。アルサスアはこの社会主義革命に参加したナバーラ地方でも数少ない町のひとつであり、死者を出したこの地域唯一の町である。その後のスペイン内戦ではエミリオ・モラ将軍がパンプローナからスペイン共和国に反旗を翻し、アルサスアはすぐに反乱軍に占領された。
1950年代には産業が発展し、エストレマドゥーラ地方などスペインの他地方からの国内移民が相次いだ。1950年の人口は3,585人だったが、1981年には7,276人と倍増し、その後も7,000人前後で安定している。

## 人口
| アルツァス/アルサスアの人口推移 1897－2001              |
|                                                         |
| 出典:INE（スペイン国立統計局）1900年 - 1991年、1996年 - |

## 政治

### 議会
| 政党                                             | 2015   | 2015 | 2011   | 2011 | 2007   | 2007 | 2003   | 2003 | 1999   | 1999 | 1995   | 1995 |
| 政党                                             | 得票率 | 議席 | 得票率 | 議席 | 得票率 | 議席 | 得票率 | 議席 | 得票率 | 議席 | 得票率 | 議席 |
| ------------------------------------------------ | ------ | ---- | ------ | ---- | ------ | ---- | ------ | ---- | ------ | ---- | ------ | ---- |
| ナファロア・バイ(Na-Bai)/ゲロア・バイ (G-Bai)    | 36.80  | 5    | 27.33  | 4    | 29.73  | 4    | -      | -    | -      | -    | -      | -    |
| エウスカル・エリア・ビルドゥ (EH Bildu)/ビルドゥ | 21.42  | 3    | 30.70  | 4    | -      | -    | -      | -    | -      | -    | -      | -    |
| バスク社会党 (PSN-PSOE)                          | 13.51  | 2    | 14.82  | 2    | 18.48  | 3    | 21.76  | 3    | 22.02  | 3    | 29.36  | 4    |
| ゴアセン・アルツァス(GA)                         | 12.28  | 2    | -      | -    | -      | -    | -      | -    | -      | -    | -      | -    |
| ナバーラ住民連合 (UPN)                           | 6.57   | 1    | 7.75   | 1    | 17.25  | 2    | 19.23  | 2    | -      | -    | -      | -    |
| 国民党 (PP)                                      | 3.93   | 0    | 7.99   | 1    | -      | -    | -      | -    | -      | -    | -      | -    |
| イスキエルダ＝エスケラ(I-Em)                     | 3.82   | 0    | 8.07   | 1    | 8.63   | 1    | 13.03  | 2    | 18.24  | 2    | 9.12   | 1    |
| バスク民族主義行動 (EAE-ANV)                     | -      | -    | -      | -    | 23.52  | 3    | -      | -    | -      | -    | -      | -    |
| アルタスコ・タルデア・タルデア(ATT)              | -      | -    | -      | -    | -      | -    | 19.31  | 3    | -      | -    | -      | -    |
| アララール                                       | -      | -    | -      | -    | -      | -    | 19.23  | 2    | -      | -    | -      | -    |
| バスク連帯 (EA)                                  | -      | -    | -      | -    | -      | -    | 6.46   | 1    | 9.03   | 1    | 6.87   | 1    |
| バスク市民 (EH)/エリ・バタスナ (HB)              | -      | -    | -      | -    | -      | -    | -      | -    | 26.77  | 4    | 19.35  | 3    |
| アルサスアラ・アグルパシオン(AA)                 | -      | -    | -      | -    | -      | -    | -      | -    | 21.08  | 3    | 28.03  | 4    |
| グルパサ選挙グループ(AEG)                        | -      | -    | -      | -    | -      | -    | -      | -    | -      | -    | 4.92   | 0    |

### 首長
| 任期      | 首長名                         | 政党                     |
| --------- | ------------------------------ | ------------------------ |
| 1979–1983 | Gerardo del Olmo               | アルツァスコ・エリア     |
| 1983–1987 | Emilio Boulandier              | ナバーラ社会党(PSN-PSOE) |
| 1987–1991 | Emilio Boulandier              | ナバーラ社会党(PSN-PSOE) |
| 1991–1995 | José Manuel Goikoetxea         | バスク民族主義党(PNV)    |
| 1995–1999 | José Angel Aguirrebengoa       | バスク民族主義党(PNV)    |
| 1999–2003 | Camino Mendiluze               | バスク市民(EH)           |
| 2003–2007 | Asun Fdez. de G. y L.          | アララール               |
| 2007–2011 | Unai Hualde                    | ナファロア・バイ(Na-Bai) |
| 2011–2015 | Garazi Urrestarazu Zubizarreta | ビルドゥ                 |
| 2015–2019 | Xabier Ollo                    | ゲロア・バイ(G-Bai)      |
| 2019–2023 | n/d                            | n/d                      |
| 2023–     | n/d                            | n/d                      |

## 経済

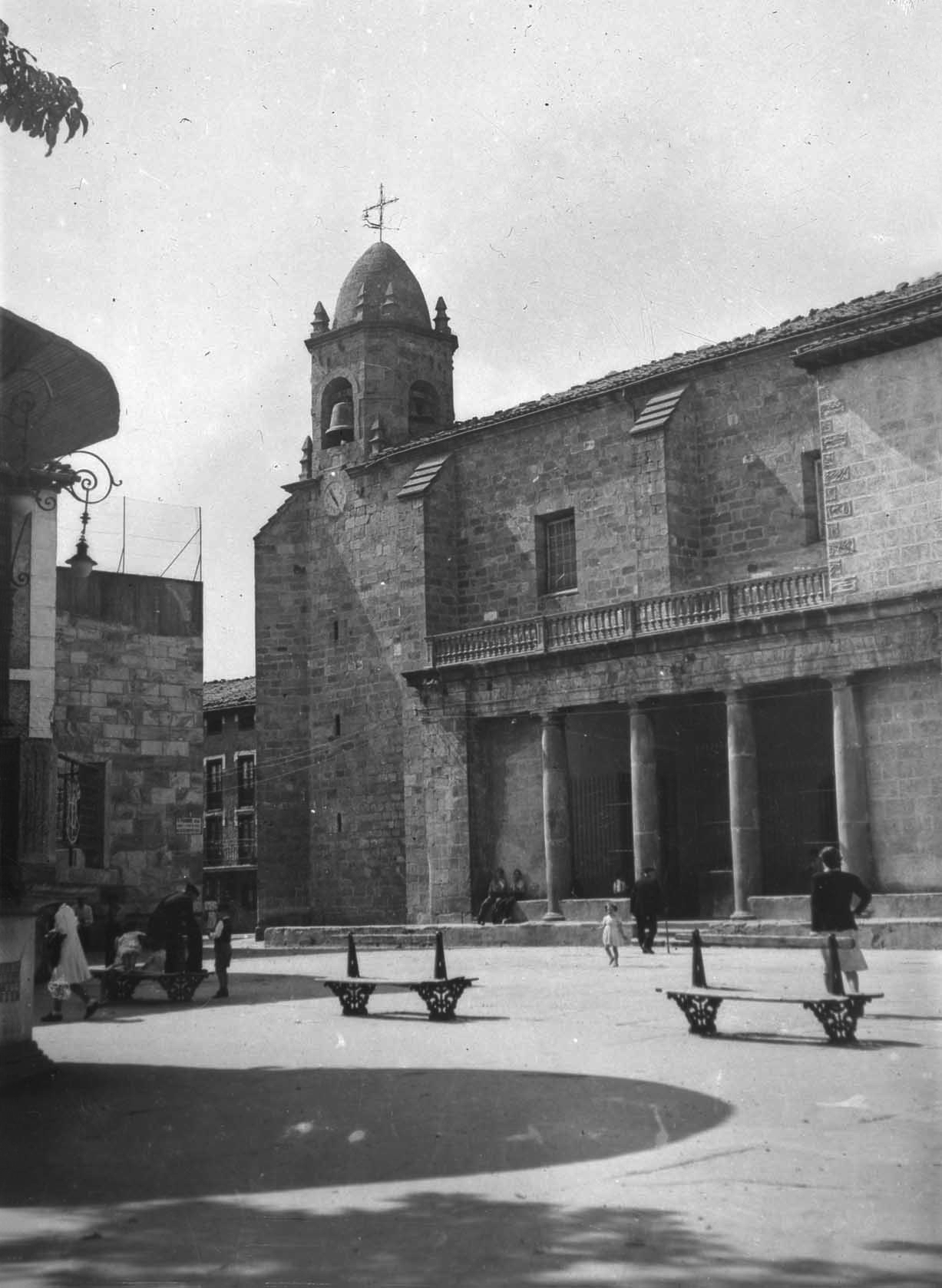
1942年のアルサスア

1864年にアルサスアまで鉄道線路が敷かれたことは町の発展に大きな影響を与え、20世紀には農村から工業都市に変質した。アルサスアはスペインの首都マドリードとアンダイエ（フランス）を結ぶ主要幹線ノルテ線が90度向きを変える場所にあり、ノルテ線はアルサスアでパンプローナに向かう路線が分岐している。このため、鉄道で西に向かうとアラバ県の県都ビトリア＝ガステイスが、北に向かうとギプスコア県の県都サン・セバスティアンが、東に向かうとナバーラ州の州都パンプローナがあり、アルサスアは交通の要衝となっている。アルサスアには鉄道やバスの車体を製造するスンスンデギ社の工場があり、約300人を直接雇用している。

## 文化

### 祭礼

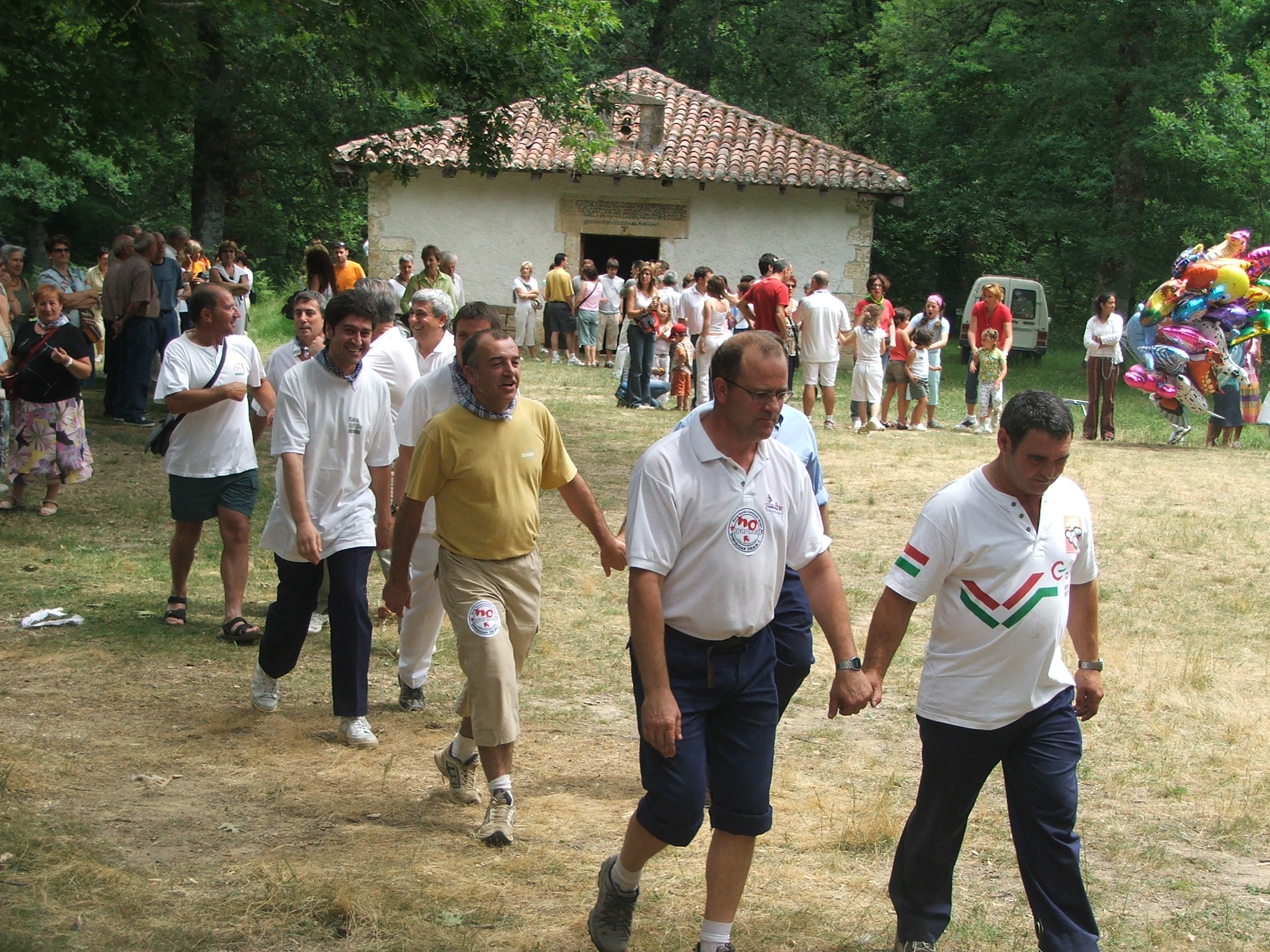
サン・ペドロの巡礼祭

サン・ペドロの巡礼祭は9月13日が開幕日であるが、前日の9月12日の正午にロケット花火を打ち上げることで始まり、5日間にわたって開催される。しかし、アルサスアの守護聖人であるサン・ペドロの聖人日は6月29日であり、サン・ペドロ礼拝堂に運ばれる。6月23日はサン・フアンの祭礼である。2月には聖アガタの祝祭の伝統がある。

### スポーツ
アルサスア住民の間には球技が深く根付いている。いくつかのサッカークラブがあり、フットサルリーグも有している。バスケットボールの人気が増している。近年にはバスク・ペロタ競技場（フロントン）に隣接してフィットネスセンターとスイミングプールが建設された。
自転車競技チームのカハ・ルラル＝セグロス RGAはアルサスアに拠点を置いており、カハ・ルラルは国際自転車競技連合(UCI)の格付けでプロフェッショナルコンチネンタルチームに位置づけられている。ホルヘ・アサンサはアルサスア出身の自転車競技選手である。
アルサスアにはスピードスケートのチームがあり、何人かの選手はスペイン国内の大会で好成績を残している。スケートリンクやその他の設備が不足しており、多くの選手はパンプローナなどのクラブへの移籍を余儀なくされている。

## 出身者
- コンスタンティーノ・サリーナス（スペイン語版） : 医師。スペイン第二共和政期の政治家(PSOE)。
- エレーナ・タベルナ（スペイン語版） : 映画監督。
- チュスポ・ポジョ : アーティスト。
- ドーラ・サラサール : 彫刻家。
- アグスティン・ゴンサーレス・アシル（スペイン語版） : 作曲家。
- フリア・ウルディアイン・スベルス : 進歩主義者。
- ホルヘ・アサンサ（スペイン語版） : 自転車競技選手。